# 尤利安·拉伊恰
尤利安·拉伊恰（羅馬尼亞語：Iulian Raicea，1973年3月4日—），罗马尼亚男子射击运动员。他曾代表罗马尼亚参加1992年、1996年、2000年、2004年和2008年夏季奥林匹克运动会射击比赛，其中2000年奥运会获得一枚铜牌。